# Pamela Tiffin
Pamela Tiffin, właśc. Pamela Tiffin Wonso (ur. 13 października 1942 w Oklahoma City; zm. 2 grudnia 2020 w Nowym Jorku) – amerykańska aktorka filmowa.

## Kariera

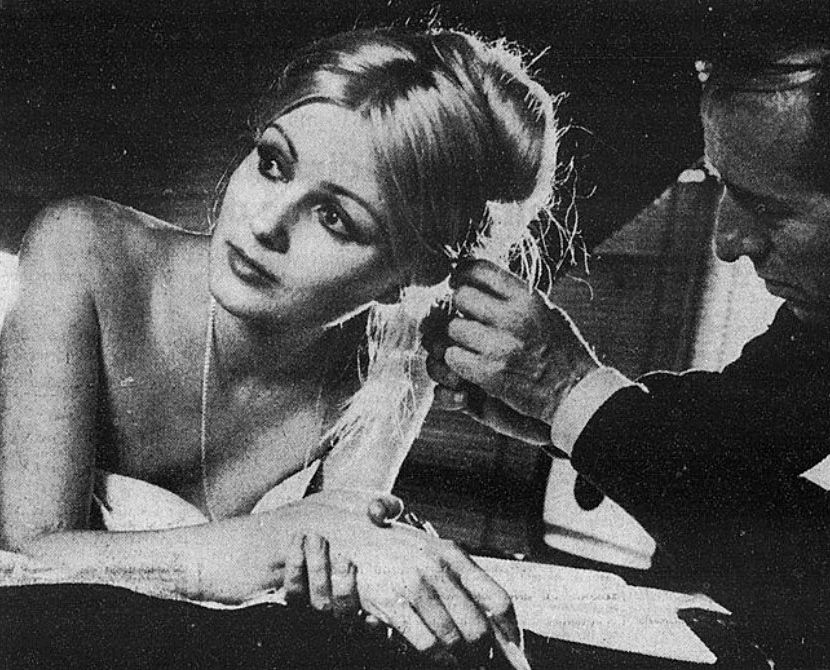
Pamela Tiffin na planie włoskiego filmu Piąty Sznur (Giornata nera per l'ariete) Luigiego Bazzoniego.

Urodziła się w Oklahoma City w rodzinie o korzeniach brytyjskich i rosyjskich. Dorastała jednak w Chicago, gdzie jako nastolatka zaczęła karierę modelki, z powodu której wyjechała potem do Nowego Jorku. Wstąpiła tam do college'u ale pomyślny rozwój kariery modelki spowodował, że go wkrótce porzuciła. Następnie wyjechała do Kalifornii z postanowieniem zostania aktorką. Dzięki urodzie nastolatki producent Hal B. Wallis obsadził ją w filmie opartym na podstawie sztuki Tennessee'a Williamsa pt. Lato i dym (1961).
Debiut przyniósł jej dwie nominacje do Złotego Globu (dla najlepszej aktorki drugoplanowej i najlepszej debiutantki) w 1962. Jej kariera nabierała tempa. Billy Wilder obsadził ją w komedii Raz, dwa, trzy (1961) z Jamesem Cagneyem i Arlene Francis. W 1964 wystąpiła w beztroskiej romantycznej komedii The Pleasure Seekers z Ann-Margret i Carol Lynley oraz For Those Who Think Young z Jamesem Darrenem i Tiną Louise. W następnym roku wystąpiła we włoskim filmie Dziś, jutro, pojutrze obok Marcello Mastroianniego i Virny Lisi. W 1966 zagrała z Paulem Newmanem w filmie Ruchomy cel. W 1967 wyjechała do Włoch, gdzie do 1974 wystąpiła w kilkunastu filmach. Po tym gdy ponownie wyszła za mąż w połowie lat 70. wycofała się z branży filmowej poświęcając się rodzinie.

## Życie prywatne
Jej pierwszym mężem był wydawca Clay Felker, z którym rozwiodła się w 1969 po 7 latach małżeństwa. W 1974 poślubiła włoskiego filozofa Edmondo Danona, z którym miała dwie córki: Echo Angelica (ur. 1976) i Aurora (ur. 1981). Zamieszkali na stałe w Nowym Jorku.
Zmarła w nowojorskim szpitalu 2 grudnia 2020.

## Filmografia
- Lato i dym (1961) jako Nellie Ewell
- Raz, dwa, trzy (1961) jako Scarlett Hazeltine
- Jarmark miłości (1962) jako Margy Frake
- Zakochane stewardesy (1963) jako Carol Brewster
- Na szlaku Alleluja (1965) jako Louise Gearhart
- Dziś, jutro, pojutrze (1965) jako Pepita
- Ruchomy cel (1966) jako Miranda Sampson
- Archanioł (1969) jako Gloria Bianchi
- Viva Max! (1969) jako Paula Whitland
- Piąty sznur (1971) jako Lù Auer
- Deaf Smith i Johnny Ears (1973) jako Susie